# 奈良次郎 (弁護士)
奈良 次郎（なら じろう、1930年 - ）は、日本の弁護士、元判事、法学者。筑波大学、日本大学で教授として教鞭をとった。次女の奈良希愛はピアニスト。

## 経歴
1952年、東京大学法学部卒業。1954年、判事補に任官し、以降、最高裁判所調査官、大阪地方裁判所判事、東京高等裁判所判事等を歴任。1990年に判事を退官し、筑波大学教授。1995年、筑波大学を退官し、日本大学法学部教授に転じるとともに、弁護士登録。2000年、日本大学法学部教授を退任、以降は講師として法学部、法科大学院で教鞭をとる。
四樹総合法律会計事務所、第二東京弁護士会所属。

## おもな著書
- 最高裁破棄判決概説 1（民事篇、昭30 - 昭41）、一粒社、1968年[1]